# Prawosławna metropolia kijowska
Prawosławna metropolia kijowska – prowincja administracyjna Kościoła prawosławnego z siedzibą w Kijowie. Metropolia została założona między 976 a 998. Jej metropolici uznawali zwierzchność patriarchy konstantynopolitańskiego. Organizacja wewnętrzna była wzorowana na kościele w Cesarstwie Bizantyjskim.

## Zarys historii
Metropolia kijowska zajmowała sześćdziesiąte miejsce w hierarchii eparchii Patriarchatu Konstantynopolitańskiego. Pierwszym znanym z imienia jej ordynariuszem był metropolita Teofilakt, przeniesiony z metropolii Sebasty. Jeszcze za panowania Włodzimierza Wielkiego w ramach metropolii powstała sufragania w Białogrodzie. Z kolei w okresie panowania Jarosława Mądrego powstało podlegające metropolii biskupstwo juriewskie. W 989 r.powstała eparchia nowogrodzka, przed 1063 – czernihowska (po 1246 przemianowana na briańską i tamże przeniesiona), na początku XI w. – perejasławska. Dwie ostatnie z wymienionych struktur posiadały przez pewien czas statut metropolii, jednak zostały ostatecznie zlikwidowane (odpowiednio w 1088 i 1100 r.).
W wyniku rozpadu Rusi Kijowskiej i jej podboju przez Polskę, Litwę i Moskwę, w XIV w. metropolia kijowska rozpadła się na trzy ośrodki: kijowski (faktycznie włodzimierski), halicki i litewski.
W XVI w. metropolia kijowska składała się z dziewięciu diecezji. Na skutek wojen z Moskwą, w 1514 r., została utracona Eparchia smoleńska, w 1563 – połocka. W 1578 r. Stefan Batory przywrócił diecezję połocką. W dniu 25 lutego 1585 roku król Batory potwierdził przywileje dotyczące wolności i praw cerkwi prawosławnej w metropolii kijowskiej. Przed unią brzeską metropolia kijowsko-halicka była podzielona na osiem eparchii: kijowską, włodzimiersko-brzeską, łucko-ostrogską, połocko-witebską, przemysko-samborską, halicko-lwowsko-kamieniecką. Od 1508 r. metropolici kijowscy tytułowali się metropolitami Kijowa, Halicza i całej Rusi. Mimo że stolicą metropolii był Kijów, metropolita przeważnie tam nie przebywał. Rezydował w Nowogródku, Wilnie lub w swojej poprzedniej diecezji, jeżeli był biskupem przed nominacją.
W myśl postanowień unii brzeskiej od 15 grudnia 1596 r. legalnie istniała w Kijowie tylko metropolia unicka. W październiku 1620 r. zaczęła nieoficjalnie funkcjonować prawosławna metropolia, prawnie zatwierdzona dopiero 14 marca 1633 r. przez sejm elekcyjny z 1632 r. i nowo wybranego króla Władysława IV.
W 1685 r. metropolita Gedeon (Czetwertyński) jako pierwszy metropolita kijowski przyjął godność od patriarchy moskiewskiego i całej Rusi Joachima i złożył mu przysięgę kanoniczną, co oznaczało przejście całej administratury do Rosyjskiej Cerkwi Prawosławnej. W 1686 r. ekumeniczny patriarcha Konstantynopola Dionizy IV i Święty Synod Kościoła Konstantynopolitańskiego wydał tomos, którym przekazał metropolię kijowską pod kanoniczną jurysdykcję patriarchatu moskiewskiego. W związku ze zmianą jurysdykcji nastąpiła również zmiana tytułu metropolity kijowskiego, wyrażająca uznanie przez niego prymatu Moskwy jako najważniejszego ośrodka prawosławnego na ziemiach ruskich. Tytuł metropolity został zmieniony z „metropolita kijowski i halicki i całej Rusi” na „metropolita kijowski i halicki i Małej Rosji”. W kolejnych latach różnice liturgiczne między metropolią kijowską a innymi eparchiami Rosyjskiego Kościoła Prawosławnego były stopniowo likwidowane, ryt unifikowano według wzorca moskiewskiego. Metropolia kijowska straciła również szczególną autonomię administracyjną.

## Metropolici kijowscy[10]
| - Teofilakt 988–1018 - Michał 988–992 (?) - Leoncjusz, lata 90. X wieku, postać kwestionowana - Jan 1018–1035 - Teopempt 1035–1051 - Hilarion ok. 1051 – ok. 1054 - Efrem ok. 1054–1061 - Jerzy 1062–1076 - Jan II 1077–1089 - Jan III 1090–1091 - Efrem II 1091–1093 - Mikołaj 1093–1104 - Nikifor 1104–1122 - Nikita 1122–1126 - Michał II 1128–1147 - Klemens 1147–1156 - Konstanty I 1156–1159 - Teodor 1160–1163 - Jan IV 1163–1166 - Konstanty I 1167–1170 - Michał III, 1171–1173 - Jan V 1174–1179 - Konstanty III 1179–1183 - Nikifor II 1183–1201 - Mateusz 1201–1220 - Cyryl 1224–1233 - Józef 1236–1242 - Piotr I 1243–1247 - Cyryl II 1247–1281 - Maksym 1283–1305 - Piotr II 1305–1326, w 1325 przenosi siedzibę metropolii do Moskwy - Teognost 1328–1353 - Aleksy 1354–1377 - Cyprian 1377–1406, przyjął tytuł metropolity Moskwy - Focjusz 1408–1415 - Grzegorz 1415–1419 - Focjusz, ponownie, 1419–1431 - Gerazym 1433–1435 - Izydor, 1437–1447, uwięziony w Moskwie po podpisaniu aktu unii florenckiej - Jonasz, 1448–1458, nieuznany w Wielkim Księstwie Litewskim - Grzegorz II, 1458–1473 - Mizael 1475–1480 - Symeon 1480–1488 - Jonasz II 1489–1494 - Makary 1495–1497 - Józef II 1499–1501 - Jonasz III 1502–1507 - Józef III 1507–1521 - Józef IV 1522–1534 - Makary II 1534–1556 - Sylwester I 1556–1567 - Jonasz IV 1568–1577 - Eliasz 1577–1579 - Onezyfor Dziewoczka 1579–1588 - Michał Rahoza (Rahoża), sygnował przyjęcie prawosławnego Kościoła ruskiego do Kościoła rzymskiego (unia brzeska) – zob. zwierzchnicy Kościoła greckokatolickiego (Ukraińskiej Cerkwi greckokatolickiej) – 1588–1596 - 1596–1620 brak prawosławnego metropolity kijowskiego, istnieje jedynie hierarchia unicka - Hiob (Borecki) 1620–1631 (wyświęcony wbrew postanowieniom unii brzeskiej przez Teofanesa III) - Izajasz (Kopiński) 1631–1632 (wybrany bez zgody króla) - Piotr Mohyła 1632–1647 - Sylwester Kossow 1647–1657 | - Dionizy Bałaban 1657–1663 - Józef Nielubowicz-Tukalski 1663–1676 (popierany przez atamana Piotra Doroszenkę) - Antoni Winnicki 1663–1679 (popierany przez Rzeczpospolitą Obojga Narodów, zakres władzy – Halicz, Wołyń i Podole) - Łazarz (Baranowicz) 1659–1661 i 1670–1685, arcybiskup czernihowski, administrator metropolii - Metody (Filimonowicz) 1661–1668 - Gedeon (Czetwertyński) 1686–? - Warłaam (Jasiński) 1690–1707 - Joazaf (Krokowski) 1708–1718 - Warłaam (Wonatowicz) 1722–1730 - Rafał (Zaborowski) 1731–1747 - Tymoteusz (Szczerbacki) 1748–1757 - Arseniusz (Mohylański) 1757–1770 - Gabriel (Kremenecki) 1770–1783 - Samuel (Mysławski) 1783–1796 - Hieroteusz (Malicki) 1796–1799 - Gabriel (Bănulescu-Bodoni) 1799–1803 - Serapion (Aleksandrowski) 1803–1822 - Eugeniusz (Bołchowitinow) 1822–1837 - Filaret (Amfitieatrow) 1837–1857 - Izydor (Nikolski) 1858–1860 - Arseniusz (Moskwin) 1860–1876 - Filoteusz (Uspienski) 1876–1882 - Platon (Gorodiecki) 1882–1891 - Joannicjusz (Rudniew) 1891–1900 - Teognost Lebiediew 1900–1903 - Flawian (Gorodiecki) 1903–1915 - Włodzimierz (Bogojawleński) 1915–1918 - Antoni (Chrapowicki) 1918–1919 - Michał (Jermakow) 1924–1929 - Dymitr (Werbycki) 1930–1932 - Sergiusz (Griszyn) 1932–1934 - Konstantyn (Diakow) 1934–1937 - Mikołaj (Jaruszewicz) 1941–1944 - Jan (Sokołow) 1944–1964 - Joazaf (Leluchin) 1964–1966 - Filaret (Denysenko) 1966–1990 - Filaret (Denysenko) 1990–1992 - Włodzimierz (Sabodan) 1992–2014 - Onufry (Berezowski) od 2014 Ukraiński Kościół Prawosławny Patriarchatu Kijowskiego (nieuznawany przez część kanonicznych Kościołów prawosławnych, uznany w 2018 przez Patriarchat Konstantynopola) - Filaret (Denysenko) 1995–2018 - Epifaniusz (Dumenko) od 2018 |

## Sytuacja na początku XXI w.

Eparchia kijowska na tle podziału administracyjnego UKP PM

Od 2013 jurysdykcja eparchii kijowskiej Ukraińskiego Kościoła Prawosławnego Patriarchatu Moskiewskiego obejmuje miasto Kijów oraz rejony borodziański, kijowsko-swiatoszyński, wasylkowski, iwankowski, makarowski, obuchowski, fastowski, poleski. Katedrą eparchii jest cerkiew Świętych Antoniego i Teodozjusza Pieczerskich w ławrze Pieczerskiej. Czynne są następujące klasztory:
- Pustelnia Gołosiejewska, męska
- Monaster Świętej Trójcy w Kijowie, męski
- Monaster Trójcy Świętej i św. Jonasza w Kijowie, męski
- Monaster Wprowadzenia Matki Bożej do Świątyni w Kijowie, męski
- Monaster Opieki Matki Bożej w Kijowie, żeński

filia: monaster św. Pantelejmona w Kijowie
- Monaster Przemienienia Pańskiego w Kniażyczach, męski
- Monaster Złożenia Szat w Tomaszowce, męski
- Monaster św. Flora w Kijowie, żeński[15]